# Ceratophora erdeleni
Ceratophora erdeleni — представник роду рогатих агам з родини агамових.

## Опис
Загальна довжина сягає 18—20 см. Ceratophora erdeleniis відрізняється від інших видів роду, маючи елементарний ростральний придаток. Спинний гребінь дуже малий. Луска гладенька. Забарвлення тіла мінливе від світло-коричневого до жовтувато-коричневого з темно-коричневими смугам на спині, кінцівки з поперечними смугами. Черево жовтувато-зелене.

## Спосіб життя
Полюбляє гірські ліси. Активний вдень Харчується комахами. Зустрічається на висоті на висоті 1060 м над рівнем моря. Усе життя проводить на деревах.
Це яйцекладна ящірка. Самиця відкладає 2-3 яйця розміром 7,2-7,8х13,1-13,7 мм.

## Розповсюдження
Це ендемік о. Шрі-Ланка. Мешкає на невеликій ділянці в південно-західній частині острова.